# غيديون أوكيكي
غيديون أوكيكي (بالإنجليزية: Gideon Okeke)‏، هُو مُمثل ومُقدم برامج تلفزيونية نيجيري.